# My Fair Lady (film)
My Fair Lady este un musical american din 1964 adaptat după musicalul cu același nume de Lerner și Loewe bazat pe piesa de teatru Pygmalion din 1913 de George Bernard Shaw. Cu un scenariu scris de Alan Jay Lerner și regizat de George Cukor, filmul prezintă o vânzătoare de flori săracă pe nume Eliza Doolittle și un profesor de fonetică, Henry Higgins, care o face prezentabilă în înalta societate din Londra edwardiană.
A câștigat opt Premii Oscar, inclusiv Cel mai bun film, Cel mai bun actor și Cel mai bun regizor. În 1998, Institutul American de Film l-a numit al 91-lea cel mai bun film american din toate timpurile.

## Distribuție
- Audrey Hepburn - Eliza Doolittle
  - Marni Nixon - vocea cântecelor Elizei
- Rex Harrison - Professor Henry Higgins
- Stanley Holloway - Alfred P. Doolittle
- Wilfrid Hyde-White - Colonelul Hugh Pickering
- Gladys Cooper - Mrs. Higgins
- Jeremy Brett - Freddy Eynsford-Hill
- Theodore Bikel - Zoltan Karpathy
- Mona Washbourne - Mrs. Pearce
- Isobel Elsom - Mrs. Eynsford-Hill

## Rezumat
Eliza Doolittle este o tânără care își căștigă existenta, vânzând flori pe strada. Accentul stricat și pronunția defectuoasă a fetei atrage atenția unui trecător - profesorul de fonetică Henry Higgins. Profesorul de fonetică se întâlnește într-o seară cu Hugh Pickering (colonel - un pasionat de fonetică, care venise din India să-l cunoască pe profesor). Higgins se laudă că poate să o învețe pe Eliza (care avea un accent groaznic) să vorbească precum o ducesă și să o prezinte la balul care urma să aibă loc.
Hotărâtă, Eliza merge a doua zi la casa profesorului Higgins, dorind să învețe fonetica (visul fetei era să lucreze într-o florărie - lucru imposibil datorită accentului). Ea ajunge subiectul unui pariu între Higgins și Pickering.
În șase luni fata trebuie să apară la Balul Ambasadei și imediat este supusă la epuizante exerciții fonetice zilnice. Când cei doi prieteni sunt pe punctul de a renunța la pariu, Eliza reușește să-și îmbunătățească accentul și începe să vorbească impecabil. Ca răsplată pentru reușita neașteptată asupra câtorva fraze elementare, Eliza este prezentată aristocrației (la cursa de cai din Ascot). Deși vorbește impecabil, face o serie de gafe.
La bal, Eliza are un succes formidabil, și stârnește admirație (aristocrația crezând că este o doamnă din înalta societate, de viță nobilă).
Deși profesorul a câștigat pariul, nu a câștigat sufletul tinerei fete. Îngrozită că în curând se vă termina șederea ei la Higgins și va trebui să-și reia vechea ocupație, Eliza nu întrevede nimic pentru viitorul ei. Profesorul, la rândul lui, acceptă cu greu ideea despărțiri de tânăra lui elevă. 
Filmul se încheie fără un final fericit, fără un sfârșit clar, fapt ce sporește și mai mult tensiunea dramatică.